# 李连玉
李连玉（1959年12月—），江苏省丰县人，江苏省地方官员。
1975年8月，参加工作。1985年2月，加入中国共产党。毕业于南京理工大学人文学院思想政治教育专业，曾担任徐州市人民政府副市长、中共伊犁州委副书记。2014年9月月底，李连玉被免职，11月15日，李连玉接受中纪委调查。2007年，李连玉当选中共十七大人大代表，是邳州市1928年建县来第一个全国人大代表，由于此事，发生了当地万人欢迎李连玉归来的群众运动而被誉为“史上最牛市委书记”和“红地毯书记”。

## 生平
1959年，李连玉出生在江苏省丰县。1998年9月到2000年11月，李连玉就读于南京理工大学人文学院思想政治教育专业。
1975年8月到1983年9月，李连玉担任徐州矿务局庞庄煤矿地质科文书，一共工作了8年。
1983年9月到1988年7月，李连玉调任丰县，曾担任城建局文书、秘书、团委副书记、人秘股副股长。
1988年7月到1995年5月，李连玉一直任职于中共丰县县委组织部，曾担任部务委员、组织科科长、组织部副部长、组织员办主任。
1995年5月到1997年12月，李连玉担任丰县大沙河镇党委书记、大沙河果园总场主任。
1997年12月到2000年12月，李连玉陆续出任中共丰县县委常委、组织部长、丰县人民政府副县长、县政府党组成员。
2000年12月到2006年1月，李连玉在邳州市工作，曾担任中共邳州市委副书记、邳州市人民政府代市长、邳州市人民政府党组书记，2002年12月转正中共邳州市委书记。
2006年1月到2014年9月，李连玉调任徐州市工作，曾担任徐州市人民政府副市长、徐州市人民政府党组成员，主持了对口援疆伊犁州的建设工作。
2014年9月月底，李连玉被免职。2014年11月15日，李连玉接受中纪委调查。